# Sphaerotheca rolandae
Sphaerotheca rolandae är en groddjursart som först beskrevs av Dubois 1983.  Sphaerotheca rolandae ingår i släktet Sphaerotheca och familjen Dicroglossidae. IUCN kategoriserar arten globalt som livskraftig. Inga underarter finns listade i Catalogue of Life.